# 上尾幌
上尾幌（かみおぼろ）は、北海道厚岸郡厚岸町にある地名。郵便番号は088-0771。

## 地理
厚岸町西部に位置し、片無去、来別、尾幌、釧路町跡永賀村、昆布森村、上別保原野、標茶町阿歴内原野、阿歴内に隣接する。地区内を根室本線が横断している。

### 河川
- 尾幌川

## 歴史
根室本線の開業時は10戸足らずの小集落であったが、その後根室本線から奥地に入る支線が上尾幌から分岐するという噂話が流れたことで宅地競売が行われることとなった。しかしこれがただの噂話であることが判明すると土地は値崩れを起こした。原野が広がっていたことから林業も盛んであったが、同地の基幹産業は上尾幌炭砿をはじめとする炭砿であり、もっとも栄えたころは小学校の児童数は800名を超えた。1965年（昭和40年）頃には炭砿も閉山し、現在は酪農とシイタケが地域の主産業となっている。

### 炭鉱
上尾幌駅の北西に上尾幌炭砿が、南西に青葉、新八千代の炭砿が存在した。

#### 上尾幌炭砿
1929年（昭和4年）に露天掘りの上田炭鉱として操業を開始し、1933年（昭和8年）5月には坑道掘りに移行し三ツ星炭砿と改称した。1946年（昭和21年）1月に一度廃坑となったものの、翌1947年（昭和22年）10月からは北海鉱山によって操業が再開されている。のちに日東炭鉱の経営となっている。1964年（昭和39年）閉山。
上尾幌駅まで運炭軌道が敷設されていた。

#### 青葉炭砿
1928年（昭和3年）頃より操業が開始されており、1933年（昭和8年）に所有者が変わった際に青葉炭砿となっている。その後も所有者が数度変わった後1943年（昭和18年）に一度廃坑となったが、戦後1951年（昭和26年）に操業が再開されている。

#### 新八千代炭砿
1917年（大正6年）開坑の八千代炭砿、開坑時期不詳の別保三坑、1916年（大正5年）開坑の青葉炭砿一坑の3坑が太平洋炭砿に買収され、統合されたものである。1949年（昭和24年）に新八千代炭鉱の経営となっている。

### 地名の由来
尾幌川の上流にあることから。尾幌はアイヌ語で「河口の大きい川」を意味する「オ・ポロ・ペッ」が由来とされる。

### 沿革
- 1900年（明治33年） 7月1日 - 厚岸町が一級町村制を施行し、厚岸町の一部となる。
- 2004年（平成16年）7月5日 - 厚岸町字名改正事業に伴って、大字苫多村の字上尾幌、上尾幌市街地および尾幌、ルークシュポールの一部が上尾幌に改称される[8][9]。

## 世帯数と人口
2023年（令和5年）3月31日現在の世帯数と人口は以下のとおりである。
| 地区名 | 世帯数 | 人口  |
| ------ | ------ | ----- |
| 尾幌   | 72世帯 | 120人 |

## 小・中学校の学区
町立小・中学校に通う場合、学区は以下の通りとなる。
かつては厚岸町立上尾幌小学校、上尾幌中学校が存在したが、2009年（平成21年）に閉校している。
|      | 小学校             | 中学校             |
| ---- | ------------------ | ------------------ |
| 全域 | 厚岸町立真龍小学校 | 厚岸町立真龍中学校 |

## 交通
- 根室本線上尾幌駅
- 国道44号
- 北海道道221号塘路厚岸線
- 北海道道1128号厚岸昆布森線

## 施設
- 上尾幌郵便局